# エンツォ・G・カステラーリ
エンツォ・G・カステラーリまたはエンツォ・G・カステラッリ（Enzo Girolami Castellari, 本名：Enzo Girolami、1938年7月29日 - ）は、イタリアの映画監督、脚本家。

## 来歴
ローマ出身。父マリーノ・ジローラミと叔父ロモロ・グリリエリは映画監督、兄エンニオ・ジローラミと従兄弟マッシモ・ヴァンニは俳優という映画一家に生まれる。1966年にレオン・クリモフスキー監督のマカロニ・ウェスタン『Pochi dollari per Django』で非公式の助監督をした後、1967年『荒野のお尋ね者』で映画監督デビューした。
主にマカロニ・ウェスタンやアクション映画を多く手がけ、1978年の映画『地獄のバスターズ』で知られるようになる。同作はクエンティン・タランティーノによって『イングロリアス・バスターズ』としてリメイクされ、カステラーリもカメオ出演した。

## 主な作品
- 荒野のお尋ね者 Sette Winchester per un massacro (1967) ※
- 黄金の三悪人 Vado, l'ammazzo e torno (1967) ※
- ジョニー・ハムレット  Quella sporca storia nel west (1968) ※
- 七人の特命隊 Ammazzali tutti e torna solo (1967) ※
- 空爆大作戦 La battaglia d'Inghilterra (1969) ※
- 冷酷なる瞳 Gli occhi freddi della paura (1971) ※
- 死神の骨をしゃぶれ La polizia incrimina la legge assolve (1973) ※
- 復讐の銃弾 Il cittadino si ribella (1974)
- オニオン流れ者 Cipolla Colt (1975)
- ビッグ・バイオレンス Il grande racket (1976) ※
- ケオマ・ザ・リベンジャー Keoma (1976) ※
- ローマ麻薬ルート大追跡 La via della droga (1977) ※
- 地獄のバスターズ Quel Maledetto Treno Blindato (1978)
- シャーク・ハンター Il cacciatore di squali (1979)
- コブラ/フランコ・ネロ 殺しの罠 Il giorno del Cobra (1980)
- ジョーズ・リターンズ L'ultimo squalo (1981)
- ブロンクス・ウォリアーズ/1990年の戦士 1990: I guerrieri del Bronx (1982) ※
- マッド・ファイター I nuovi barbari (1983) ※
- ブロンクスからの脱出 Fuga dal Bronx (1983) ※
- 砂漠の戦士/黒いライオン Tuareg - Il guerriero del deserto (1984) ※
- ライト・ブラスト Colpi di luce (1985) ※
- 刑事ハマー/カリブの熱い風 Hammerhead (1987) ※
- 炎の戦士ストライカー Striker (1988)
- ジョナサン・ベア Jonathan degli orsi (1994) ※
- デザート・オブ・ファイアー Deserto di fuoco (1997) テレビ映画

※は脚本も担当。